# Melaka Governor Cup
La Melaka Governor Cup (anciennement Melaka Chief Minister Cup) est une course cycliste malaisienne. Elle a toujours fait partie de l'UCI Asia Tour.

## Palmarès
| Année | Vainqueur             | Deuxième          | Troisième             |
| ----- | --------------------- | ----------------- | --------------------- |
| 2007  | Mohd Shahrul Mat Amin | Agung Ali Sahbana | Harrif Salleh         |
| 2008  | Mahdi Sohrabi         | Rafaâ Chtioui     | Hossein Eslami        |
| 2009  | Pas de course         | Pas de course     | Pas de course         |
| 2010  | David McCann          | Sam Witmitz       | Mohd Shahrul Mat Amin |
| 2011  | Hassan Maleki Mizan   | Hamid Shiri Sisan | Ramin Mehrabani       |
| 2012  | Pas de course         | Pas de course     | Pas de course         |
| 2013  | Lex Nederlof          | Loh Sea Keong     | Thomas Rabou          |
| 2014  | Alexandr Pliuschin    | Ariya Phounsavath | Eric Sheppard         |